# Tony James (musicus)
Anthony Eric ("Tony") James (Shepherd's Bush, 12 april 1953) is een Britse gitarist bekend als frontman van Sigue Sigue Sputnik, een new waveband uit de jaren 80. James was de bassist van de Britse punkband Generation X, die hij oprichtte met Billy Idol in 1976. Van 1989 tot 1991 speelde hij in Sisters of Mercy.

## Levensloop
James groeide op in Twickenham en werd geboren in het district Shepherd's Bush, beide zijn wijken van de hoofdstad Londen. Hij studeerde af aan de Brunel-universiteit met een diploma computerwetenschappen. Hij specialiseerde zich als tiener en als student namelijk erg in de wiskunde, waarvoor hij een voorliefde had. Hij werkte dusdanig lange tijd als programmeur voordat hij vanaf 1975 als tweeëntwintigjarige voltijds muzikant werd en voor het eerst een gitaar ter hand nam.
James was als jonge muzikant beïnvloed door bands als Mott the Hoople en The Faces, maar ook door het oeuvre van de medio jaren 70 populaire protopunk-groep New York Dolls van gitarist Johnny Thunders. The New York Dolls waren van dezelfde lichting als hijzelf en James dacht met zijn vriend Mick Jones het niveau van Thunders' groep te benaderen. James bewonderde wat Thunders als gitarist deed, hoewel die jarenlang aan drugs verslaafd was. Dit werd als "naïef" gezien. Over de opmars van het punkgenre rond 1977, zei James: "In 1977 kon je bij ons zelfs geen coole zonnebril krijgen, laat staan deftige kleding. De tijd was rijp voor een revolutie." 

### London SS
James werd lid van London SS, een protopunk-groep die voorts kan worden ondergebracht in het genre pub rock, een vorm van garage rock nagenoeg uitsluitend in het Verenigd Koninkrijk voorkomend. De band bestond voorts uit Mick Jones en Terry Chimes van The Clash en gitarist Brian James van The Damned.

### Generation X
In 1976 ontmoette hij Billy Idol (William Broad) en John Towe. Met hen stichtte hij de postpunkbands Chelsea en Generation X, refererend aan de generatie adolescenten uit de periode jaren zestig tot de jaren tachtig. James bleef tot en met 1981 in de formatie actief als bassist. Met Generation X bracht James twee lp's uit: Generation X en Valley of the Dolls. Met Generation X produceerde James in 1980 een rockklassieker door het uitbrengen van de single "Dancing with Myself", in 1982 gecoverd door de Vlaamse band De Kreuners als "Ik dans wel met mezelf". De band splitte nadat gitarist Bob "Derwood" Andrews de groep verliet. Idol ging solo verder en werd met name populair in de Verenigde Staten. Daarentegen moest James op zoek naar een nieuwe band, wat hem onzeker maakte en woelige financiële tijden bezorgde.

Billy [Idol] en ik waren het niet eens over de "verdienste" van harddrugs als paspoort voor geloofwaardigheid."
— Tony James over het einde van Generation X.

### Sigue Sigue Sputnik

#### Succes met singleLove Missile F-11
Uren lagen  Magenta en ik op bed in ons kamertje, dat nog de vorige eigenaar Sid Vicious uitademde, aan het brainstormen over het vormen van de ultieme groep. Ik heb zowat alles aan haar te danken.
— Tony James

Na de split van Generation X richtte James namelijk zelf een band op, Sigue Sigue Sputnik genaamd [uitspraak: zi'ɡeː zi'ɡeː 'sputnɪk]. De naam was afgeleid van een beruchte Russische bende die Sigue Sigue Sputnik heette. De leden van de groep, exclusief James, waren geen professionele muzikanten en uiterlijk vertoon en charisma stonden voorop. De band viel op met schreeuwlelijke pruiken, uitvergrote make-up en dito kostuums.
Hun grootste hit werd "Love Missile F1-11" uit 1986. Het nummer stond twee weken op nummer één in Spanje. In Nederland en België leefde de rage minder. Hij experimenteerde uitvoerig met special effects of met samples uit filmklassiekers als Rocky IV. James voelde tevens het ontstaan van de eerste spelcomputer van Atari goed aan, de nieuwe technologie algemeen. Hij speelde hier handig op in. James liep destijds op naaldhakken en droeg een in het oog lopende roze/zwarte pruik die was ontworpen door de zanger van de band, ontwerper Martin Degville.

#### Stijl en imago
Sigue Sigue Sputnik 'stimuleerde' volgens recensenten onder meer "fetisjisme van bdsm en transseksualiteit", dat laatste aangezien James en de andere bandleden doorgaans gekleed gingen zoals het vrouwelijke geslacht. Met de band voedde James "verder de populariteit van de cyberpunk-cultuur", luidde het. Hij gaf aan dat het oprichten van een glampunkgroep met onkundige leden het doel was en de focus lag uitsluitend op hoe de band voor de dag kwam. Chris Kavanagh werd later drummer van Big Audio Dynamite, de band die Mick Jones oprichtte na The Clash. Degville trad voordien als dragqueen op in een club genaamd "Yaya", waar James hem ontmoette.

Ik wilde een groep vormen die niet noodzakelijk een meerwaarde kon zijn voor de muziek, maar ook op televisie en in films.
— Tony James in 1986 

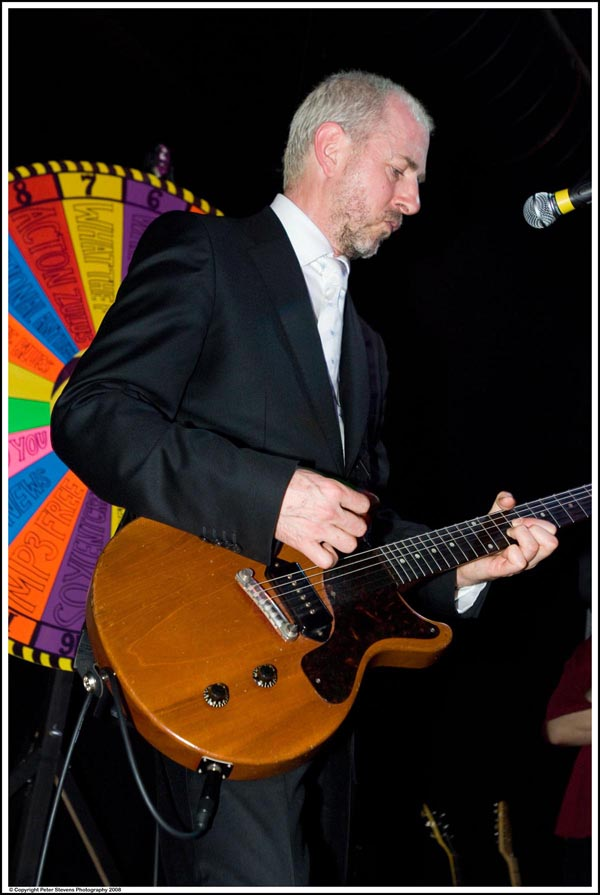
Tony James, Carbon/Silicon, in 2008

Het was volgens waarnemers opmerkelijk aan James' groep dat die naar imago en stijl de tijd van toen ver vooruit was. Louter het promoten en het opvoeren van show stond centraal, maar de inhoud of diepte van de teksten speelde helemaal geen rol volgens de ideologie van James.
En ook al was de muziek voor James geen prioriteit, was ook net die muziek vooruitstrevend te noemen door het bijwijlen aanleunen ervan bij de huidige techno die nog niet was 'uitgevonden'. James onderhandelde over een platencontract ter waarde van £ 4 miljoen met Parlophone, indertijd eigendom van de Britse platenmaatschappij EMI, nog voor het publiek hun eerste nummer hoorde.

Als men een band zou oprichten in 1990, dan is dit de band. Sigue Sigue Sputnik zorgt ervoor dat je een deel bent van het evenement, anders dan wanneer je als gewone schooljongen fier een plaat onder je arm hebt. We spelen voor de fun.
— Tony James in 1986

James was er heilig van overtuigd dat succes exclusief kon worden behaald door het commercialiseren van een imago. James liet zich vooral inspireren door sciencefiction-films als Blade Runner en misdaadfilms als Scarface. Hij slaagde wonderwel in zijn opzet, een primeur in de muziekindustrie. In het Verenigd Koninkrijk en andere delen van Europa ontstond een rage rond de band, maar de rage was van korte duur. James faalde namelijk om met zijn band de Verenigde Staten te veroveren. Met Sigue Sigue Sputnik bracht James twee studioalbums uit: Flaunt It  en Dress for Excess. James hield in 1989 op met de band. Later volgden reünies, maar niet alle originele leden waren aanwezig. Sindsdien is sprake van onenigheid tussen James, voor wie de band nu verleden tijd is, en Degville over de portretrechten.
Degville treedt nog weleens op als Sigue Sigue Sputnik, maar James dwong hem een andere naam te kiezen.

Ik denk dat we iets bijzonders, iets unieks hebben gecreëerd en het helemaal naar nummer één hebben gebracht. Voor één glorieus moment in de tijd waren we de populairste, meest buitensporige, meest besproken groep ter wereld.
— Tony James

### The Sisters of Mercy
Na het uiteenvallen van Sigue Sigue Sputnik werd Tony James in 1989 door frontman Andrew Eldritch bij The Sisters of Mercy gehaald. James dacht indertijd aan Eldritch (en aan Annie Lennox van Eurythmics ) als zanger van Sigue Sigue Sputnik, maar Eldritch weigerde het aanbod om zich te focussen op Sisters of Mercy. James nam met Sisters of Mercy het album Vision Thing op en ging vervolgens op tournee met de band. In 1991 verliet James de groep.

### Carbon/Silicon
Van 2002 tot 2013 speelde James opnieuw met Mick Jones in de door hen opgerichte band Carbon/Silicon.
In 2020 bracht de Amerikaanse rockband The Strokes de single "Bad Decisions" uit. De tekst van het nummer is deels overgenomen van "Dancing with Myself" door James en Billy Idol.

## Persoonlijk leven
James vormde jarenlang een koppel met Magenta Devine (1957–2019), een Britse televisiepersoonlijkheid die mee het project Sigue Sigue Sputnik promootte.